# Желтушка Вискотта
Желтушка Вискотта (лат. Colias wiskotti) — дневная бабочка рода Colias из подсемейства желтушки семейства белянки. Видовое название дано в честь энтомолога Ивана Ивановича Вискотта.

## Описание
Размах крыльев 45—52 мм. Окраска самцов весьма вариабельная. Основной фон крыльев может варьировать от лимонно-зелёного до ярко-оранжевого цвета. Самки окрашены более скромно. У самцов краевая чёрная кайма доходит до середины крыла, что является отличительным признаком от остальных представителей данного рода Colias.
Типичная форма обладает лимонно-жёлтой окраской крыльев с широкой чёрной каймой, занимающей почти половину длины крыла. В различных частях всего ареала данный вид образует отличающиеся друг от друга по цвету аберрации (красную ab. draconis; жёлтую ab. aurantiaca; светло-желтую ab. separata и другие).

## Ареал
Эндемик гор Средней Азии (Алайский и Гиссарский хребты, Гиндукуш, Каратегин). Бабочка распространена на территории Киргизии, восточного Узбекистана и Таджикистана и является эндемиком данных регионов. Встречается высоко в горах Памира и Тянь-Шаня. Предпочитает горные склоны, поросшие астрагалами и акантолимонами.

## Биология
В году дает одно поколение. Гусеницы питаются листьями растений родов — Acantolimon, Oxytropis и Onobrychis echidna. Численность вида невысокая.

## Подвиды
- Colias wiskotti wiskotti (западный Таджикистан)
- Colias wiskotti chrysoptera (Таджикистан, Восточный Памир)
- Colias wiskotti sagina Austaut, 1891
- Colias wiskotti separata Grum-Grshimailo, 1888 (Алайский хребет)
- Colias wiskotti aurea Kotzsch, 1937 (западный Памир)
- Colias wiskotti draconis Grum-Grshimailo, 1891 (западный Тянь-Шань)
- Colias wiskotti sweadneri Clench & Shoumatoff, 1956 (Афганистан)

## Охрана
Подвид Colias wiscotti draconis занесен в Красную книгу Казахстана.